# 圣巴尔纳贝
圣巴尔纳贝（法語：Saint-Barnabé，法語發音：[sɛ̃ baʁnabe]）是法国阿摩尔滨海省的一个市镇，位于该省南部，属于圣布里厄区。

## 地理
圣巴尔纳贝（48°8'15"N, 2°42'10"W）面积22.75 平方千米，位于法国布列塔尼大區阿摩尔滨海省，该省份为法国西北部沿海省份，位于布列塔尼半岛北部，北濒大西洋英吉利海峡，西接菲尼斯泰尔省，南至莫尔比昂省，东临伊勒-维莱讷省。
与圣巴尔纳贝接壤的市镇（或旧市镇、城区）包括：布雷昂、罗昂、拉谢兹、卢代阿克、拉普雷内赛、圣莫当、普莱梅。

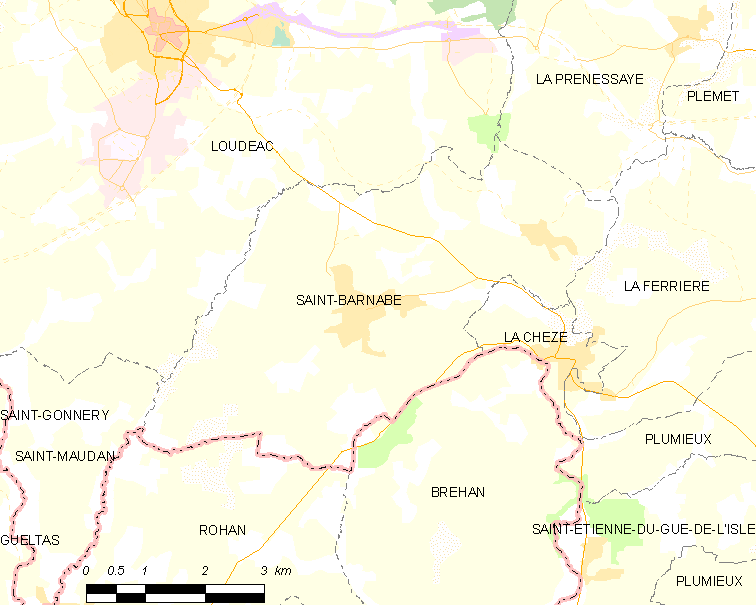
圣巴尔纳贝的OSM定位图

圣巴尔纳贝的时区为UTC+01:00、UTC+02:00（夏令时）。

## 行政
圣巴尔纳贝的邮政编码为22600，INSEE市镇编码为22275。

## 政治
圣巴尔纳贝所属的省级选区为卢代阿克县。

## 人口

1962-2008年间圣巴尔纳贝人口变化图示

圣巴尔纳贝于2022年1月1日时的人口数量为1219人。